# Krypteia
Die Krypteia (griechisch κρυπτεία, oft mit „Geheimdienst“ übersetzt) war eine Institution im antiken Sparta, in der heranwachsende junge Männer involviert waren. Es existieren zwei unterschiedliche Ansichten über die Krypteia, die sich auf jeweils verschiedene Quellen stützen.

## DieKrypteiabei Platon
Platon (Plat.leg.633b-c) berichtet, die Krypteia sei ein militärisches Abhärtungstraining, welches Strapazen wie Barfußlaufen im Winter, Schlafen auf nacktem Boden, Ertragen von Schmerzen etc. umfasse. Darüber hinaus müssten die als Kryptoi bezeichneten Teilnehmer sich ihre Nahrung stehlen, um überleben zu können.

## DieKrypteiabei Plutarch/Aristoteles
In seiner Lykurg-Biographie beschreibt Plutarch (Plut.Lyk.28,1-7) ein völlig anderes Phänomen. Unter Berufung auf Aristoteles’ verlorengegangenes Werk „Die Verfassung der Spartaner“ gibt er an, die Krypteia sei ein Terrorinstrument gewesen, welches die Spartaner gegen die Heloten eingesetzt hätten, um diese zahlenmäßig überlegene, aber unterworfene Bevölkerungsschicht unter Kontrolle zu halten. Diese auch durch ein Exzerpt des Herakleides Lembos (Fragment 9 Willis) belegte Tradition beschreibt, wie die „gewandtesten jungen Leute“ aufs Land geschickt werden, sich bei Tage verstecken, um dann bei Nacht über die Felder zu gehen und die stärksten und tüchtigsten Heloten zu erschlagen. Aristoteles/Plutarch verbinden mit dieser Praxis auch die jährliche Kriegserklärung der Ephoren an die Heloten, welche dementsprechend als Legitimierung zu verstehen sei, „damit ihre Ermordung nicht wider göttliches Recht verstoße“.

## Forschungslage
Immer wieder gab es Versuche in der Forschung, diese beiden Versionen zu vereinen, so z. B. durch Cartledge, der von einem ursprünglichen militärischen Härtetraining ausgeht, welches dann nachträglich durch die jährliche Kriegserklärung an die Heloten institutionalisiert wurde. Den Ursprung der Krypteia sieht die communis opinio in archaischen Initiationsriten (vgl. die ethnologischen Ansätze der französischen Historiker Jeanmaire, Ducat und Vidal-Naquet). Neuere Abhandlungen gehen wieder vermehrt von der Richtigkeit einer der beiden Versionen aus. So spricht Karl-Wilhelm Welwei der Krypteia die Funktion als Terrorinstrument und die Herkunft als Initiationsritus ab. Demgegenüber vertritt Stefan Link die Annahme von zwei zeitlich verschiedenen Phasen und gibt für die Zeit des Wandels die von Sparta verlorene Schlacht bei Leuktra an, grenzt aber die beiden Versionen grundsätzlich voneinander ab.